# Zamie celolistá
Zamie celolistá (Zamia integrifolia, syn. Zamia floridana), česky též keják celolistý, je druh cykasu z čeledi zamiovité (Zamiaceae). Je rozšířen v karibské oblasti a na jihu USA.
Druh je velmi variabilní a bylo popsáno mnoho těžko odlišitelných forem. Někteří autoři z tohoto druhu vyčleňují floridskou variantu jako Zamia floridana. Tento název nicméně není formálně uznán. Rostlina se jako Zamia floridana občas objevuje na trhu, přesnější je tedy název Zamia integrifolia var. floridana. V minulosti byl do tohoto druhu řazen i nyní samostatný druh zamie drobná, který má méně pravidelné lístky.

## Etymologie

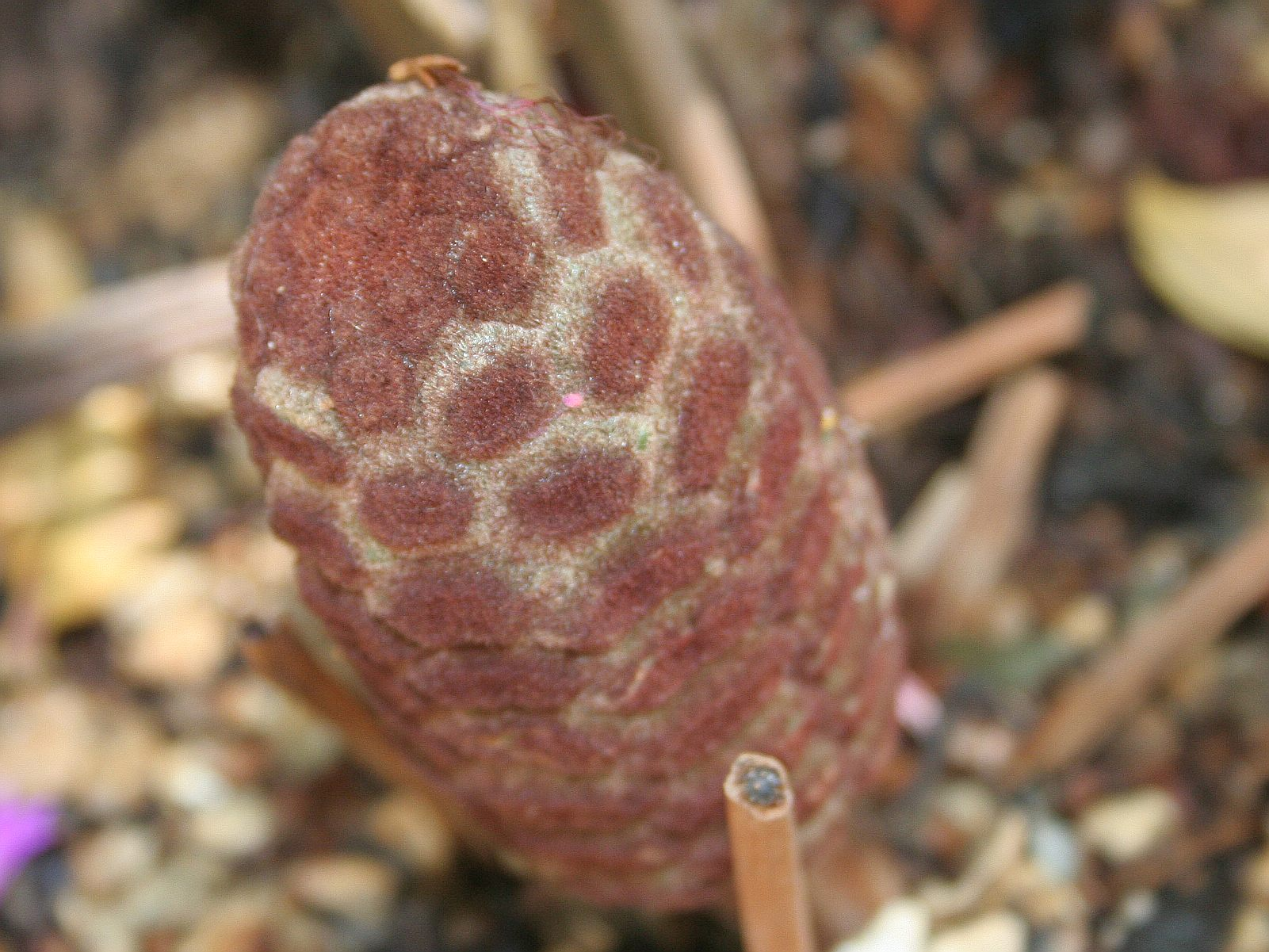
Samčí šištice

Rodový název Zamia je odvozen z řeckého slova pro šišku, druhový latinský název znamená celolistý.

## Jedovatost
Jako většina cykasů je i keják celolistý jedovatý – otrava cykasy může způsobit selhání ledvin, jater a nervová onemocnění. Nejjedovatější částí rostliny je vnitřek semen po „vypeckování“. Vytvoření semen v běžných bytových podmínkách je bez umělého opylení nemožné.
Rostlina byla v USA využívána k výrobě škrobu nejdříve Indiány a poté i průmyslem, což ji dovedlo mezi chráněné druhy.

## Ochrana
Keják celolistý je podle Červeného listu IUCN řazen mezi ohrožené druhy. Zároveň je zařazen na seznam ohrožených druhů CITES II do kategorie zranitelných rostlin. Obchod s nimi je tedy kontrolován, semena tomuto režimu nepodléhají.